# Cydonie Mothersille
Cydonie Camille Mothersille (Kingston, 19 marzo 1978) è un'ex velocista caymaniana.

## Palmarès
| Anno | Manifestazione          | Sede          | Evento      | Risultato        | Prestazione | Note |
| ---- | ----------------------- | ------------- | ----------- | ---------------- | ----------- | ---- |
| 1994 | Mondiali U20            | Lisbona       | 100 m piani | Quarti di finale | dns         |      |
| 1996 | Giochi olimpici         | Atlanta       | 100 m piani | Batteria         | 11"61       |      |
| 1996 | Mondiali U20            | Sydney        | 100 m piani | 6ª               | 11"51       |      |
| 1996 | Mondiali U20            | Sydney        | 200 m piani | Semifinale       | dns         |      |
| 1997 | Mondiali                | Atene         | 100 m piani | Batteria         | 11"87       |      |
| 2000 | Giochi olimpici         | Sydney        | 100 m piani | Batteria         | 11"38       |      |
| 2000 | Giochi olimpici         | Sydney        | 200 m piani | Batteria         | 22"78       |      |
| 2001 | Mondiali                | Edmonton      | 200 m piani | Bronzo           | 22"88       |      |
| 2002 | Giochi del Commonwealth | Manchester    | 200 m piani | 5ª               | 22"95       |      |
| 2003 | Mondiali indoor         | Birmingham    | 200 m piani | 4ª               | 23"18       |      |
| 2003 | Mondiali                | Saint-Denis   | 200 m piani | Semifinale       | 23"07       |      |
| 2003 | Giochi panamericani     | Santo Domingo | 200 m piani | Argento          | 22"86       |      |
| 2004 | Giochi olimpici         | Atene         | 200 m piani | Semifinale       | 22"76       |      |
| 2005 | Mondiali                | Helsinki      | 200 m piani | 8ª               | 23"00       |      |
| 2007 | Mondiali                | Osaka         | 200 m piani | 8ª               | 23"08       |      |
| 2008 | Giochi olimpici         | Pechino       | 200 m piani | 8ª               | 22"68       |      |
| 2009 | Mondiali                | Berlino       | 200 m piani | Semifinale       | 22"80       |      |
| 2010 | Giochi CAC              | Mayagüez      | 200 m piani | Oro              | 22"91       |      |
| 2010 | Giochi del Commonwealth | Delhi         | 200 m piani | Oro              | 22"89       |      |